# Verkehr in der Antarktis

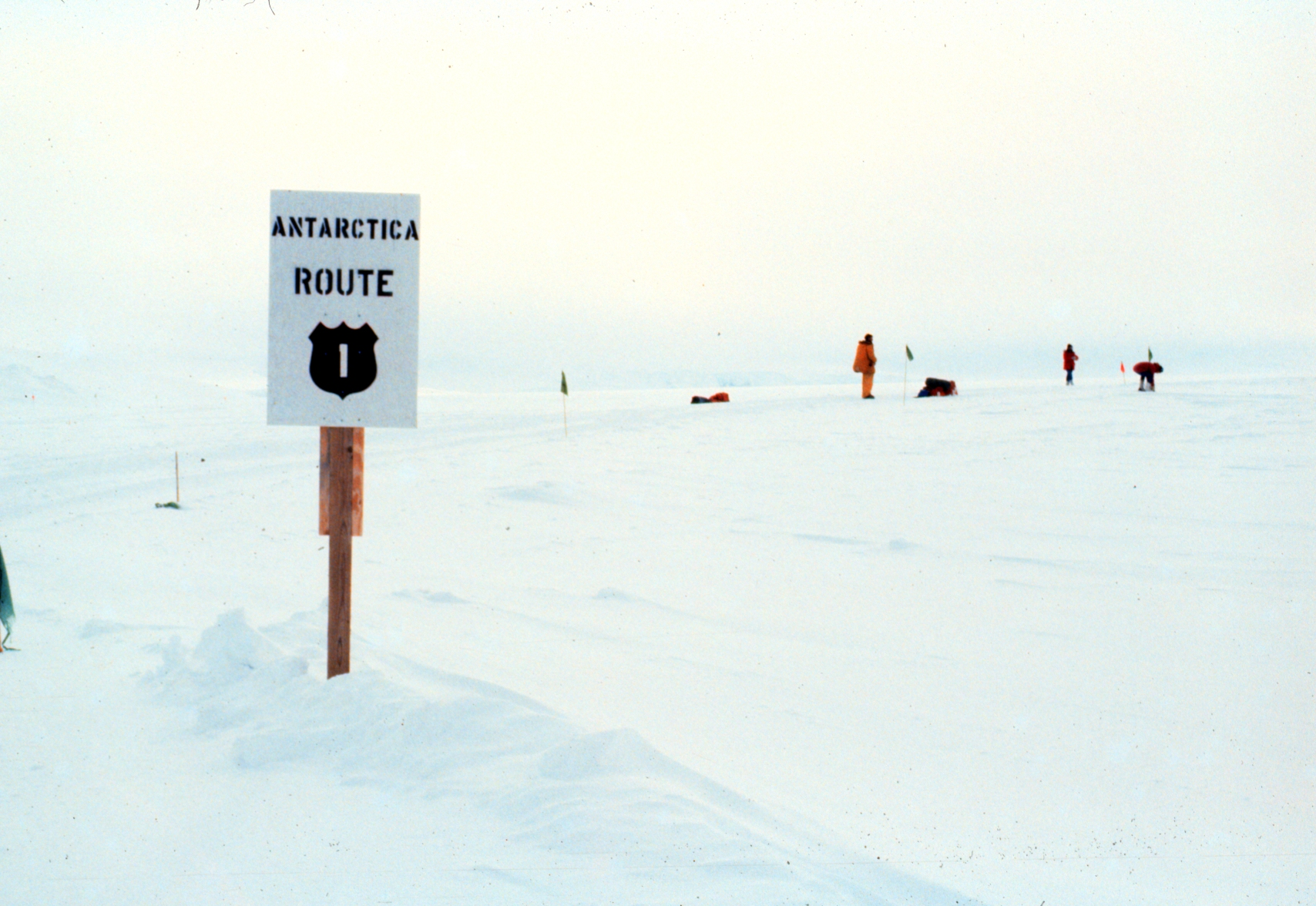
Antarktis-Route 1

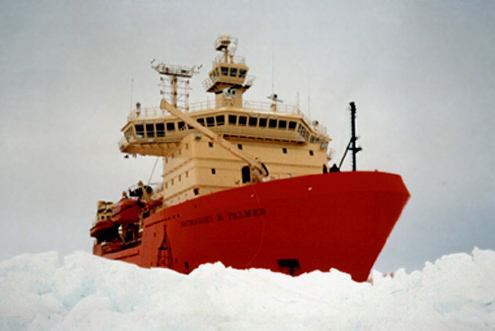
Eisbrecher

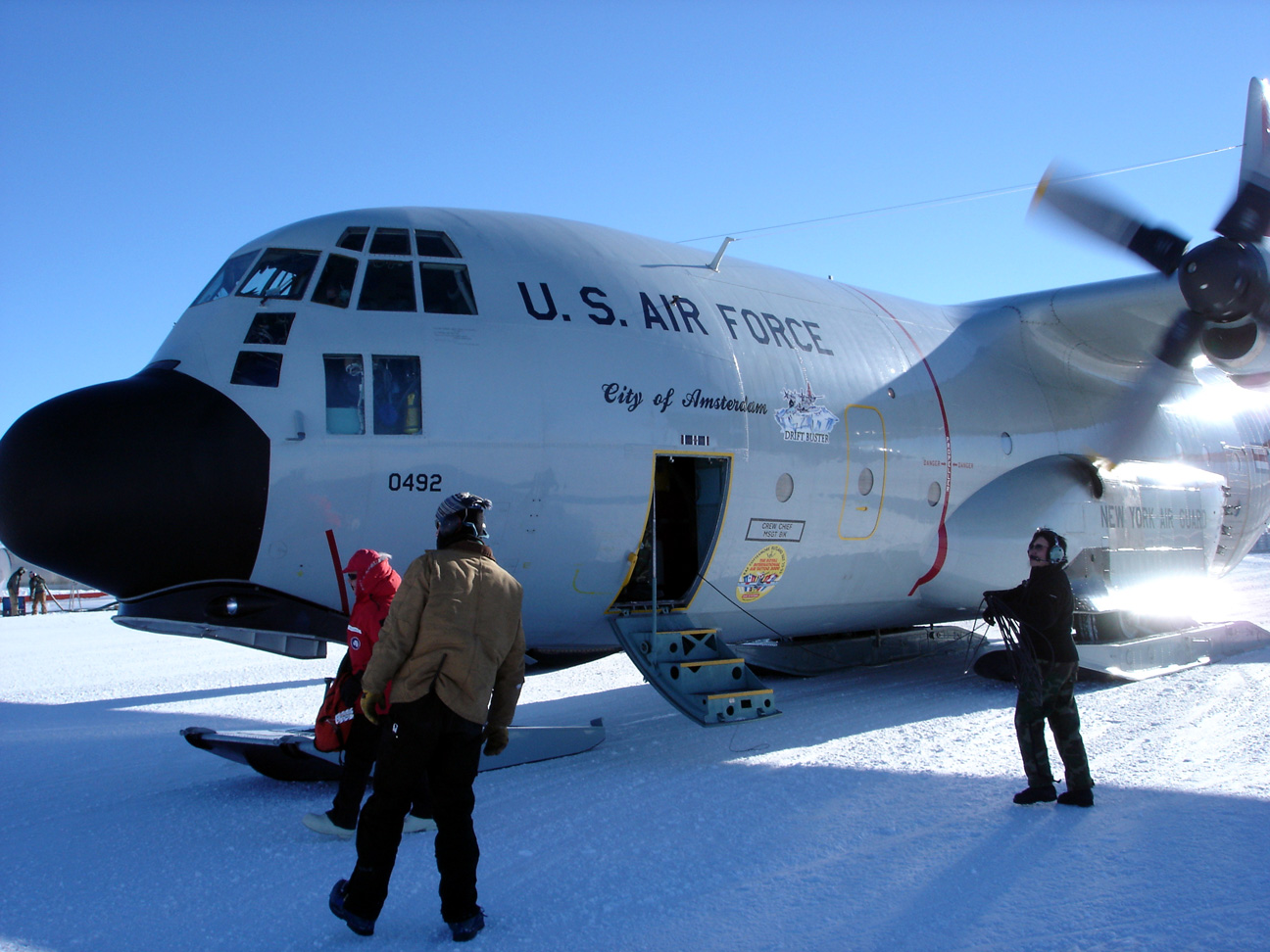
Flugzeug (Lockheed C-130) mit Skikufen

Der Verkehr in der Antarktis hat sich dank der modernen Technologien von einzelnen Entdeckern, die zu Fuß die isolierten und abgelegenen Gebiete der Antarktis durchquerten, zu einer schnelleren Art des Reisens an Land und vor allem in der Luft und auf Wasser gewandelt. Die Nachfrage nach Transport in der Antarktis wird vor allem durch die Forschung (im Sommer 2017 knapp 5,000 Forscher ) und den Tourismus (über 50.000 Besucher pro Jahr) getrieben.
Verkehrssysteme in einem abgelegenen Gebiet wie der Antarktis müssen extrem niedrige Temperaturen und anhaltende Winde aushalten, um die Sicherheit der Reisenden zu gewährleisten. Durch die Fragilität der Umwelt kann nur eine begrenzte Menge an Verkehrsbewegungen stattfinden; außerdem müssen ökologisch verträgliche Mittel genutzt werden, um den ökologischen Fußabdruck zu reduzieren.

## Landverkehr

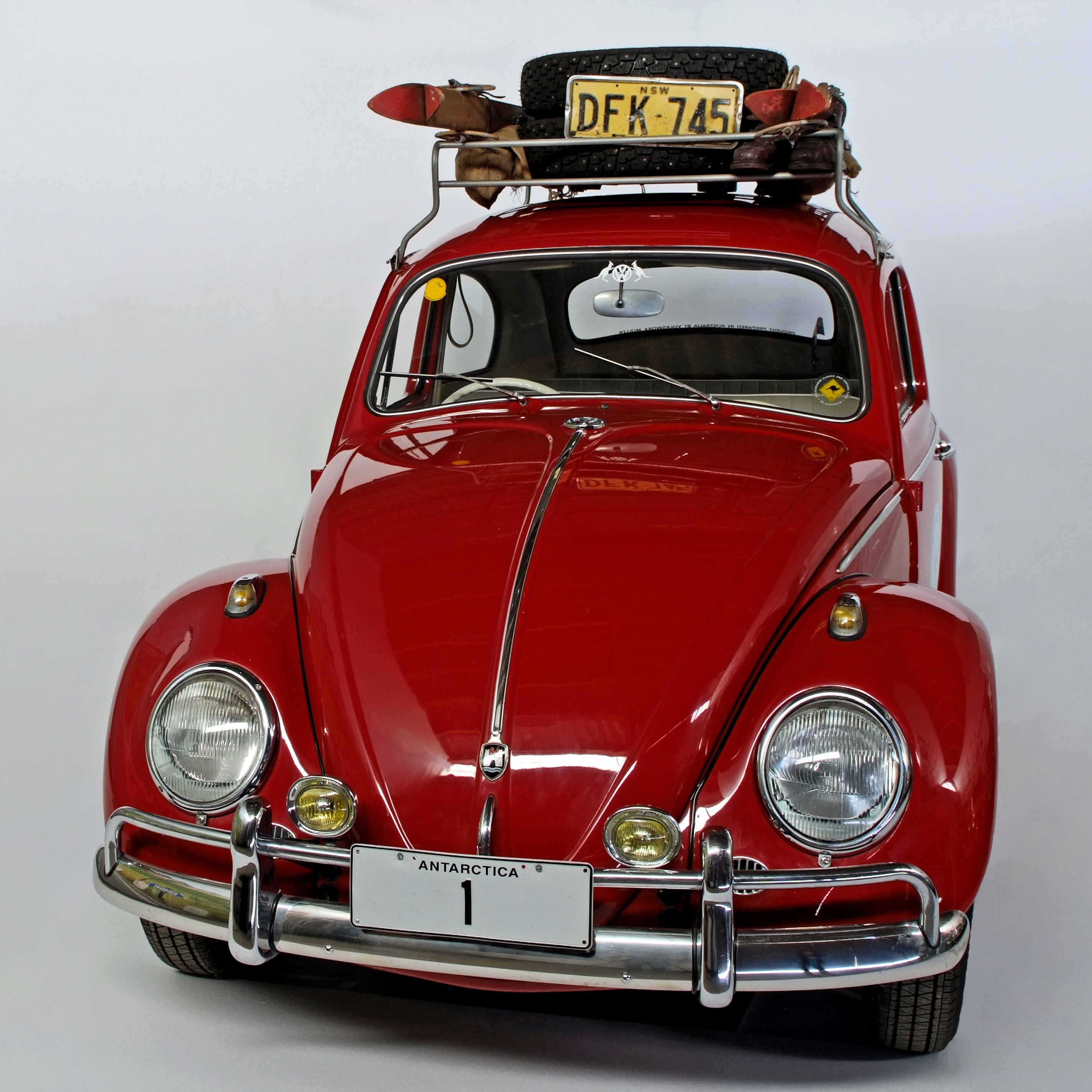
Nachbau (2002) des Antarctica I

Landverkehr in der Antarktis wird für gewöhnlich zu Fuß (mit Skiern oder Schneeschuhen) oder Fahrzeugen (Kettenfahrzeuge wie Schneemobile und Bulldozer und in der Vergangenheit Hundeschlitten) abgewickelt. Neben Schlittenhunden als Zugtiere werden bzw. wurden vereinzelt sibirische Ponys, Segel, Zugdrachen oder menschliche Muskelkraft eingesetzt.
1964 begann die australische Mawson-Station, eine Reihe von VW Käfern zu verwenden, der erste Serienwagen, der in der Antarktis genutzt wurde. Das erste Modell erhielt den Namen Antarctica 1. Die wenigen, qualitativ schlechten und häufig schneeverwehten Straßen begrenzten jedoch die Einsatzmöglichkeiten stark. Eine dieser Straßen ist die South Pole Traverse, eine etwa 1450 Kilometer lange Straße, die die amerikanische McMurdo Station an der Küste mit der Amundsen-Scott-Südpolstation verbindet.
Zwischen der russischen Station Mirny und der Wostok-Station existiert eine ungeebnete Schneepiste. Sie dient der alljährlichen Versorgung der Wostok-Station mit Nahrungsmitteln, Treibstoff und anderen Gütern. Insbesondere für diese Transporte wurde mit dem Kettenfahrzeug Charkowtschanka eines der wenigen speziell für die Antarktis entwickelten Landfahrzeuge eingesetzt.

## Wasserverkehr
Der einzige Hafen der Antarktis befindet sich bei der McMurdo-Station. Die meisten Küstenstationen haben Ankerplätze vor der Küste, von wo aus Waren mit kleineren Booten, Frachtkähnen oder Helikoptern an Land gebracht werden. Einige Stationen haben einfache Werfteinrichtungen. Alle vor Anker liegenden Schiffe dürfen laut Artikel 7 des Antarktisvertrages inspiziert werden.
Eine Anzahl von Ausflugsschiffen, von großen Motorbooten bis zu Yachten und Expeditions-Kreuzfahrtschiffen, besucht die Antarktische Halbinsel während des südlichen Sommers (vor allem Januar bis März). Die Mehrzahl davon ist in Ushuaia basiert, bzw. nutzt diesen Hafen als Ausgangsort.

## Luftverkehr
Der Teil des Verkehrs in der Antarktis wird durch Luftverkehr aufgebracht, hier werden Flugzeuge und Helikopter genutzt. Es gibt 27 Landeplätze für Helikopter auf staatlichen Stationen, zwei zusätzliche werden durch private Unternehmen bereitgestellt (Stand: 2003). Beinahe jede Station hat eine Art Flugstreifen, die häufig aus Schotter, Eis oder zusammengedrücktem Schnee bestehen.
Flughäfen in der Antarktis unterliegen strengen Restriktionen durch extreme geografische und saisonbedingte Konditionen; sie erreichen keine ICAO-Standards und eine Anflugbewilligung muss von der jeweiligen Organisation eingeholt werden.
Unter anderem die australische Fluggesellschaft Skytraders unterhält zivile Verkehrsverbindungen.